# Morriston (Florida)
Morriston es un lugar designado por el censo ubicado en el condado de Levy en el estado estadounidense de Florida. En el Censo de 2010 tenía una población de 164 habitantes y una densidad poblacional de 155,2 personas por km².

## Geografía
Morriston se encuentra ubicado en las coordenadas 29°16′52″N 82°26′24″O / 29.28111, -82.44000. Según la Oficina del Censo de los Estados Unidos, Morriston tiene una superficie total de 1.06 km², de la cual 1.06 km² corresponden a tierra firme y (0%) 0 km² es agua.

## Demografía
Según el censo de 2010, había 164 personas residiendo en Morriston. La densidad de población era de 155,2 hab./km². De los 164 habitantes, Morriston estaba compuesto por el 75.61% blancos, el 1.83% eran afroamericanos, el 0.61% eran amerindios, el 0% eran asiáticos, el 0% eran isleños del Pacífico, el 20.73% eran de otras razas y el 1.22% pertenecían a dos o más razas. Del total de la población el 37.8% eran hispanos o latinos de cualquier raza.